# Brodsky Quartet
Das Brodsky Quartet ist ein international bekanntes Streichquartett aus Großbritannien. Das Quartett formierte sich 1972, von den Gründungsmitgliedern gehören heute noch Ian Belton und Jacqueline Thomas der Formation an. Der Name des Quartetts ist eine Hommage an den Geiger Adolph Brodsky und das von ihm in den 1880er Jahren gegründete Leipziger Brodsky-Quartett sowie dessen 1895 gegründetes gleichnamiges Nachfolgeensemble aus Manchester.
Außer durch ihre herausragenden Interpretationen aus dem Bereich der europäischen Klassik, speziell des klassischen Repertoires für Streichquartette von Haydn, Beethoven, Schubert, Bartók und Schostakowitsch, wurde das Brodsky Quartet durch die Zusammenarbeit mit führenden Protagonisten aus dem Rock- und Pop-Bereich wie Björk, Elvis Costello und Paul McCartney einer breiteren Öffentlichkeit bekannt. Das Brodsky Quartet spielt die Streicher auf Björks 'Family Tree' collection. Eine weitere Besonderheit des Quartetts ist die Tatsache, dass die Mitglieder meist im Stehen auftreten, Jacqueline Thomas modifizierte zu diesem Zweck ihr Cello mit einer überlangen Spitze und benutzt einen kleinen Schemel unter ihrem linken Fuß, so dass sie das Instrument am gebeugten Knie abstützen kann. Die Musiker begleiten ihre Aufführungen häufig durch humorvolle und informative Ansagen.
Im Mai 1988 wurde das Brodsky Quartet mit einem „Royal Philharmonic Society Award“ für seine herausragenden Beiträge zur Musik ausgezeichnet.

## Mitglieder
- Krysia Osostowicz, Violine[1]
- Ian Belton, Violine
- Paul Cassidy, Viola
- Jacqueline Thomas, Cello